# エドワード・ストラドリング (1699-1726)
エドワード・ストラドリング（英語: Edward Stradling、1699年3月30日 – 1726年10月3日）は、グレートブリテン王国の政治家。1722年から1726年まで庶民院議員を務めた。

## 生涯
第5代準男爵サー・エドワード・ストラドリングとエリザベス・マンセル（Elizabeth Mansel、第4代準男爵サー・エドワード・マンセルの娘）の長男として、1699年3月30日に生まれた。弟にトマス・ストラドリング（1710年7月24日 – 1738年9月27日、後の第6代準男爵）がいる。1716年4月16日、オックスフォード大学クライスト・チャーチに入学した。
1722年イギリス総選挙では父の後を継いでカーディフ選挙区から出馬、無投票で当選した。カーディフ選挙区に含まれるバラはトーリー党の有力者が掌握しており、中でも初代ウィンザー子爵トマス・ウィンザーが支配的だったが、ウィンザー子爵の長男ハーバート・ウィンザーが未成年だったため、同じくトーリー党所属の初代マンセル男爵トマス・マンセル（ストラドリングの母方のおじにあたる）が指名するストラドリングに同意した。
しかし、ストラドリングは議会で投票した記録がなく、1726年10月3日に父に先立って死去した。生涯未婚だった。